# Szent Mihály és Gábriel arkangyalok fatemplom (Egregyborzova)
Az egregyborzovai Szent Mihály és Gábriel arkangyalok fatemplom műemlékké nyilvánított épület Romániában, Szilágy megyében. A romániai műemlékek jegyzékében az  SJ-II-m-A-05023 sorszámon szerepel.